# Kathedrale von Barbastro

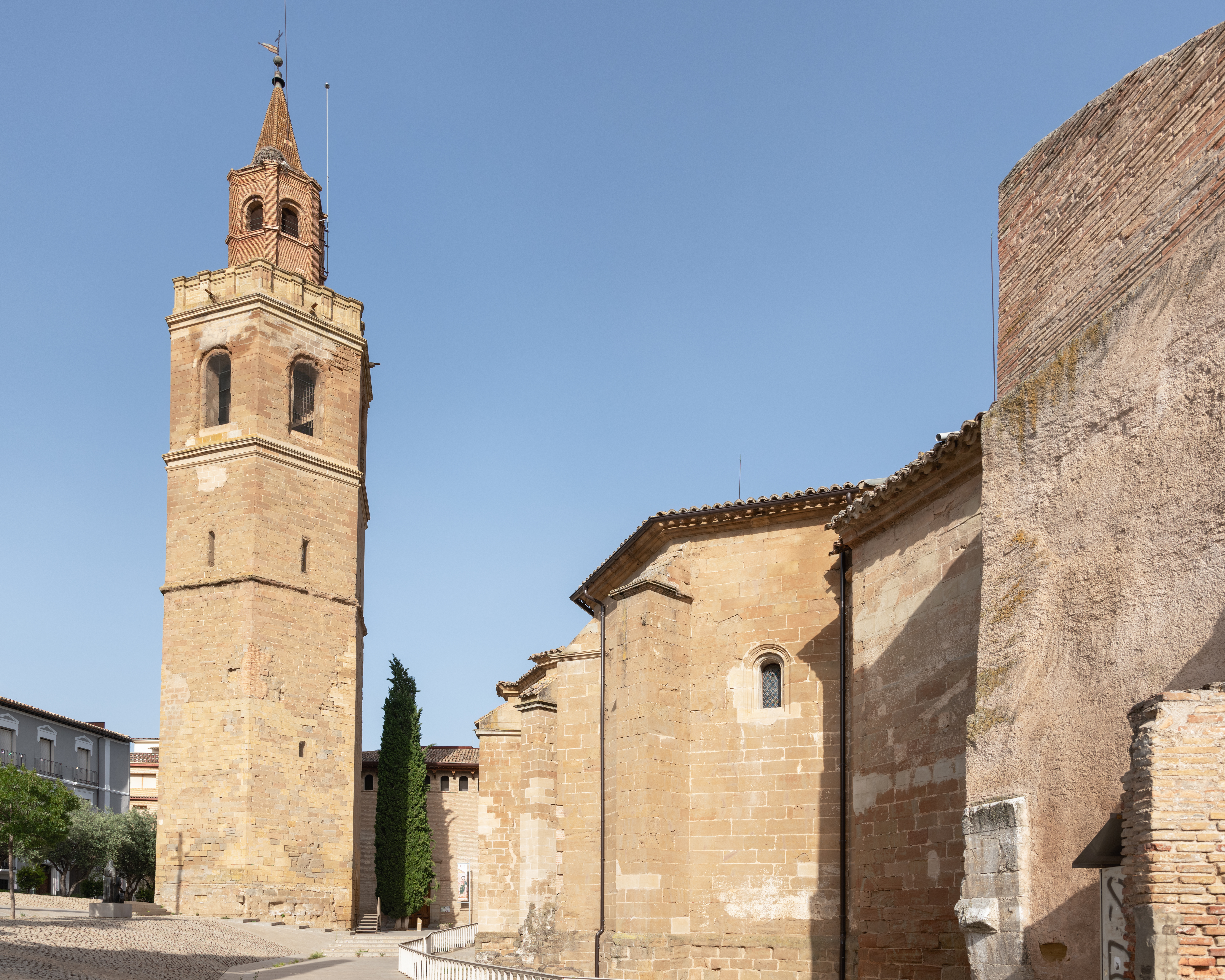
Kathedrale von Barbastro – Glockenturm mit Laterne und Chor

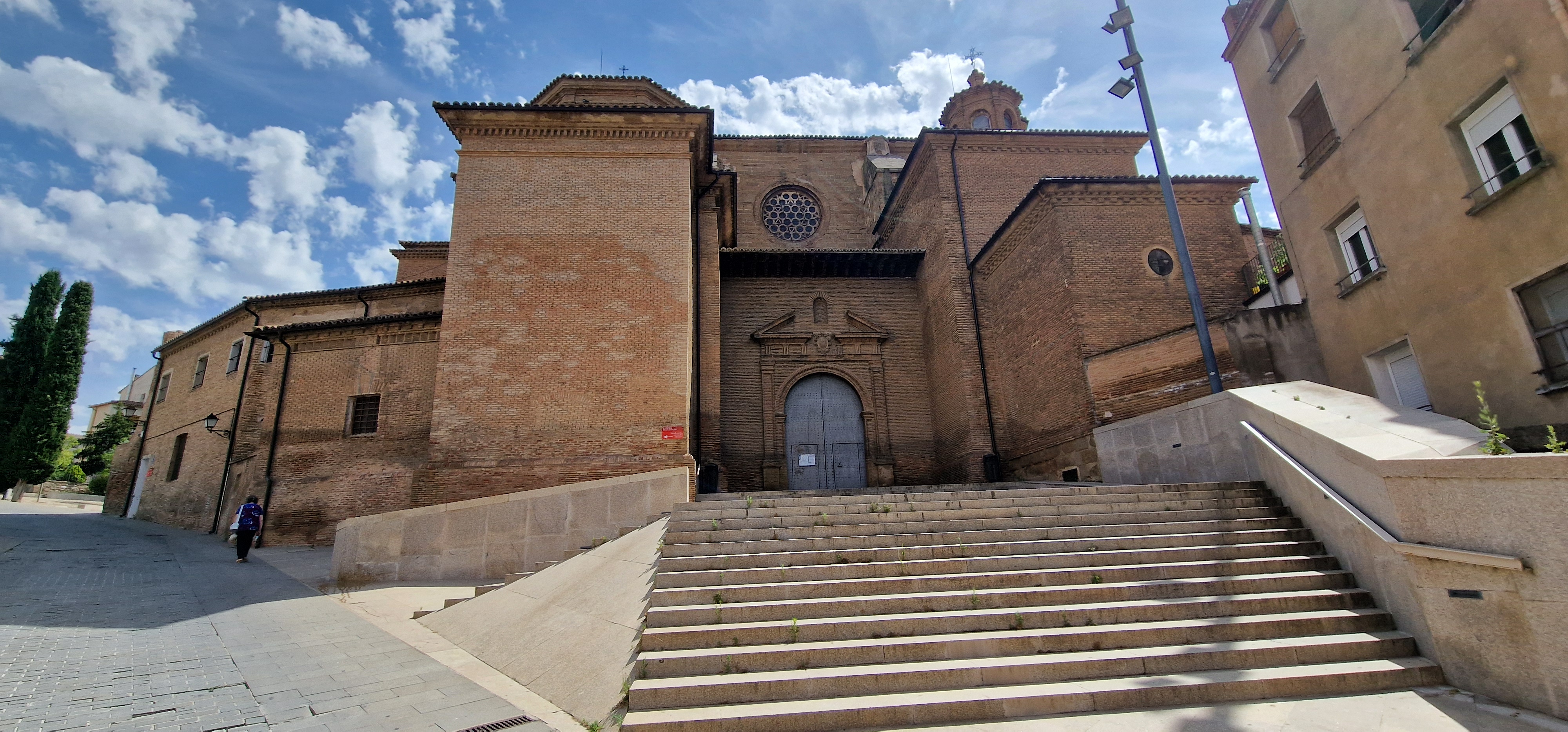
Westportal

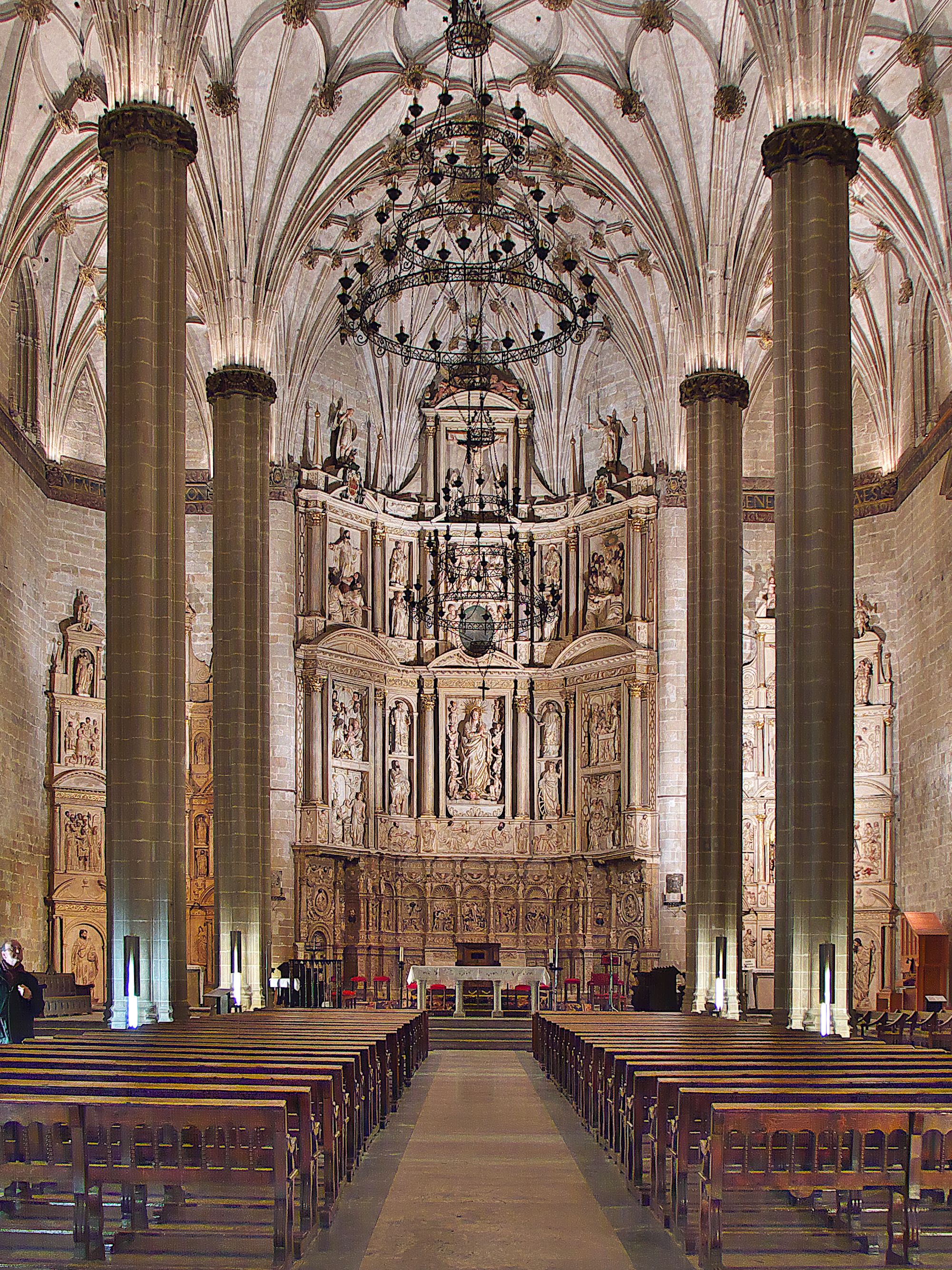
Langhaus und Chor

Die Kathedrale von Barbastro (spanisch Catedral de Santa María de la Asunción) ist die Bischofskirche des Bistums Barbastro-Monzón in der nordostspanischen Stadt Barbastro in der Provinz Huesca in der Autonomen Gemeinschaft Aragón.

## Lage
Die etwa 350 m hoch am Río Vero gelegene Stadt Barbastro hat ca. 17.500 Einwohner; sie liegt etwa 120 km nordöstlich von Saragossa im südlichen Pyrenäenvorland.

## Geschichte
Nach der Rückeroberung (reconquista) der Stadt im Jahr 1101 durch den aragonesischen König Pedro I. war Barbastro beinahe 50 Jahre lang Bischofsstadt. Die heutige Kirche stammt aus den Jahren 1517–1533 und umfasst sowohl spätgotische als auch Renaissance-Elemente. Im Jahr 1571 ernannte Papst Pius V. Barbastro erneut zum Bistum. In barocker Zeit entstanden zwei Kapellenportale.

## Architektur
Die Westfassade ist turmlos und nur über einen ca. 15-stufigen Treppenaufgang zu erreichen; das Portal befindet sich zwischen zwei mächtigen Vorbauten. Das Innere überrascht durch seine Leichtigkeit und Eleganz, was auf die Tatsache zurückzuführen ist, dass der Bau als dreischiffige Hallenkirche errichtet wurde. Die hoch gelegenen Fenster in den Seitenschiffen belichten die Kirche nur unvollkommen. Die sechs schlanken Säulen des Langhauses enden in Palmetten, aus denen sich im Scheitel etwa 20 m hohe Sterngewölbe entwickeln.

## Ausstattung
Die drei im 16. und frühen 17. Jahrhundert gefertigten Altäre zeigen eindeutige Renaissanceformen und sind allesamt aus Stein. Eindeutige spätbarocke Formen finden sich an den Portalen zu den Seitenkapellen (z. B. der Capilla de San Carlos Borromeo oder der Capilla del Santo Cristo de los Milagros).

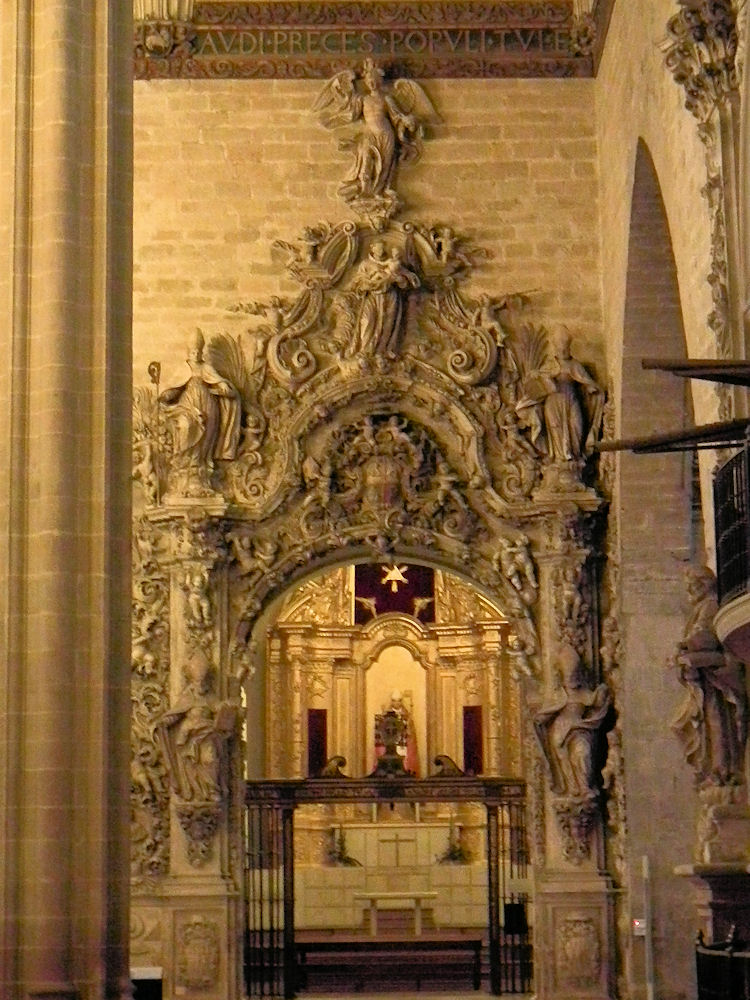
Portal der Capilla de San Carlos Borromeo
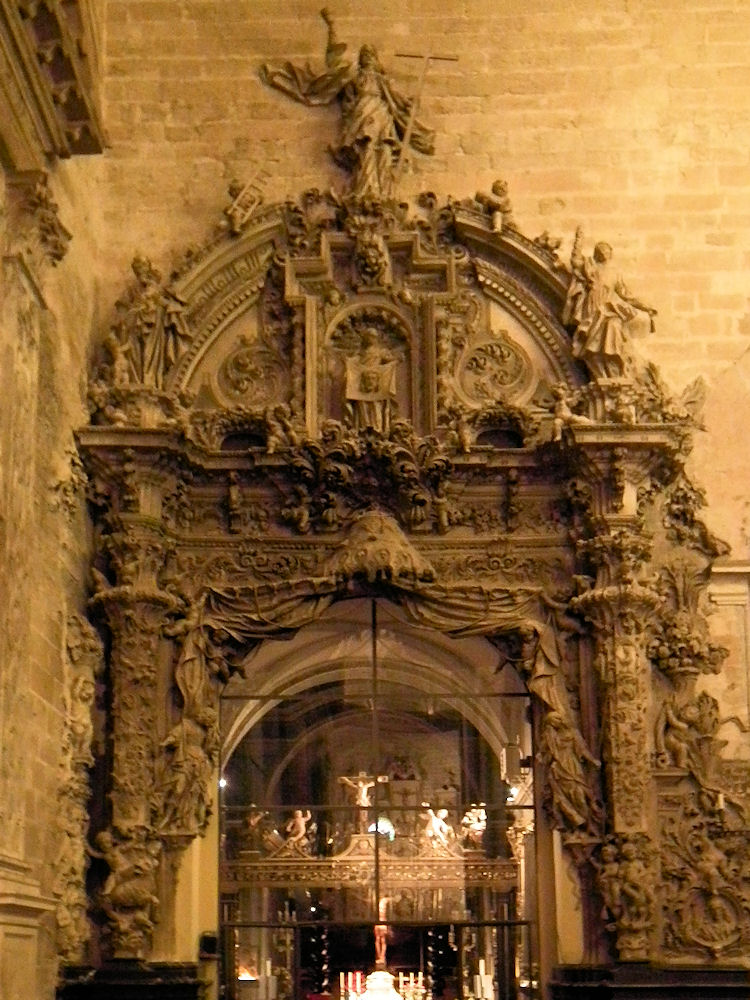
Portal der Capilla del Santo Cristo de los Milagros